# Cines del Sur

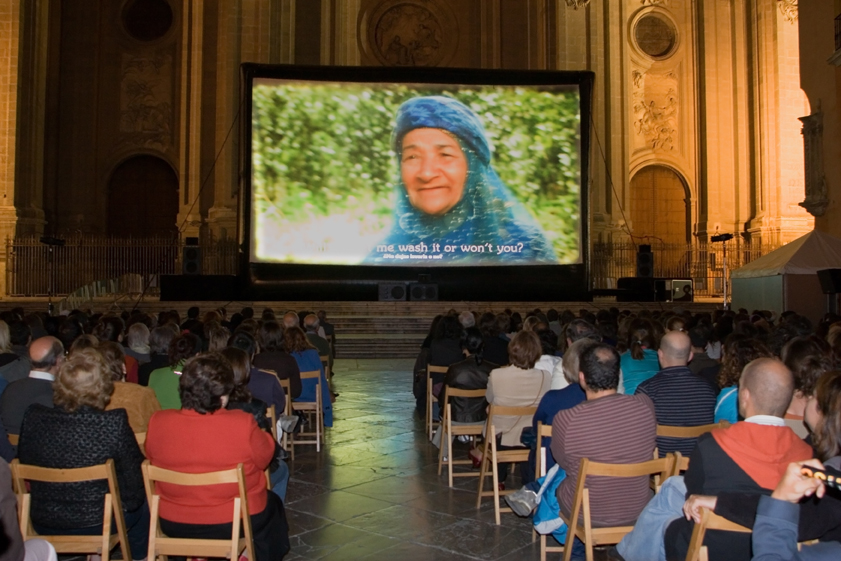
Projection en plein air lors de la deuxième édition en 2008

Cines del Sur est le Festival international de cinéma de Grenade, consacré aux œuvres cinématographiques émergentes du Sud. Il offre une plateforme de diffusion aux productions asiatiques, africaines et latino-américaines manquant d’espaces de distribution et de diffusion.

## Un festival différent
Par delà les films qu’il permet de découvrir, Cines del Sur est un espace de rencontre, de débat et de mise en commun pour les professionnels du cinéma ainsi que les amateurs souhaitant découvrir et développer à travers le cinéma une approche sociale, culturelle, économique et politique de la société mondialisée dans laquelle nous vivons. 
Un festival pour la réflexion et le débat sur la richesse de la diversité et de l’échange culturel.

## Programmation

### Sections

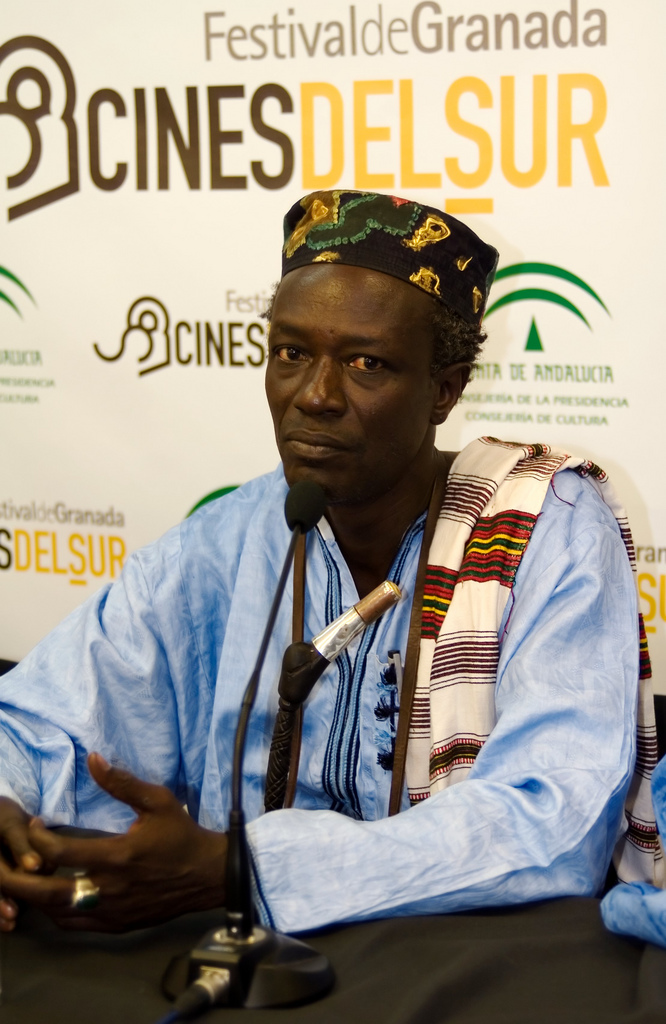
Le réalisateur sénégalais Moussa Sène Absa présentant son film Téranga Blues en 2007

Cines del Sur organise deux sections de concours: la Section officielle pour les longs-métrages en 35 mm et la Section Méditerranées récompensant les films vidéo. 
La Section Itinéraires (section informative) est un échantillon des productions cinématographiques des pays du Sud de chaque année.
Le Festival nomme chaque année un 'Jury International pour sélectionner les films gagnants.

### Rétrospectives
Le festival organise deux rétrospectives dont l’approche peut varier : hommage à un cinéaste en particulier, cycles thématiques, présentation de l’œuvre d’un cinéaste en cours, d’une période historique ou de l’œuvre cinématographique d’un pays dont la production est faible.

### Cinéma en plein air
Pendant le festival, des places et bâtiments publics de Grenade se transforment en grandes salles de cinéma en plein air où tout type de personnes se retrouve pour apprécier ensemble les films programmés.

### Activités parallèles
Les rues de Grenade, non seulement pendant le festival mais également pendant toute l’année, deviennent le lieu d’ateliers de cinéma et de vidéo, d’expositions, de séminaires, de conférences, de projections et de nombreuses rencontres avec des intellectuels de tout horizon.

### Publications
L’analyse et la réflexion sur ces cinématographies se reflètent dans l’édition de publications visant à informer sur les films projetés, les sujets et personnalités à qui les rétrospectives rendent hommage.